# Ammodramus humeralis
El cachilo ceja amarilla (Ammodramus humeralis), también conocido como chingolo pajonalero, chingolo ceja amarilla, gorrión de pajonal, sabanerito de pajonales o sabanero rayado, es una especie de ave paseriforme de la familia Passerellidae propia de América del Sur.

## Descripción
Mide aproximadamente 11 cm. Sin dimorfismo sexual, tienen el pecho y el abdomen de color gris las alas son grisáceas con manchas negras y una mancha a marilla en cada una, la cabeza es grisácea con manchitas negras y ceja amarilla y la cola es de un color parduzco.

## Comportamiento
Se alimenta de semillas y a veces incorpora larvas a su dieta. Construye un nido con forma de esfera fabricado con pastos y tallos que lo colocan en el suelo la hembra coloca hasta 4 huevos blancos.

## Hábitat y distribución geográfica
Habita en pastizales, campos abiertos y sabanas.
En Argentina se distribuye desde el norte hasta la provincia de Chubut, en el resto de América se distribuye por los países de 
Colombia, Venezuela, Ecuador, Guayanas, Brasil, Bolivia, Paraguay y Uruguay.